# Daniel Bourn
Daniel Bourn var en engelsk opfinder, der i 1748 tog patent på en kartemaskine, der inkorporerede roterende cylindre.
Selvom det antages, at Bourn havde haft en tilknytning til Lancashire, ejede han på det tidspunkt, hvor han modtog patentet, et Paul-Wyatt bomuldsspinderi i Leominster i Herefordshire.